# Yosef Baraki
Yosef Baraki (nascut el 10 de novembre de 1989) és un cineasta, escriptor, editor i productor de cinema canadenc. És més conegut pel seu debut al llargmetratge Mina Walking, que es va estrenar al 65è Festival Internacional de Cinema de Berlín i va guanyar el Premi Discovery als 4ts Canadian Screen Awards el 2016.
La seva obra es caracteritza per una estructura dramàtica no convencional i un realisme centrat en l'espiritual.

## Primers de la vida
Baraki va estudiar producció de cinema i televisió i filosofia a la Toronto's York University i l'Humber College.